# Estação Cabo Ruivo
Cabo Ruivo é uma estação do Metropolitano de Lisboa. Situa-se no concelho de Lisboa, entre as estações Olivais e Oriente da Linha Vermelha. Foi inaugurada a 18 de julho de 1998, no âmbito da construção da Linha Vermelha, com vista ao alargamento da rede à zona da EXPO'98.
Nos projetos apresentados a público em material publicado pelo Metropolitano de Lisboa, o nome da futura estação foi fixado tardiamente, surgindo em 1994 como Olivais Velho. mas como Cabo Ruivo em 1993.

## Descrição
Esta estação está localizada na Av. de Pádua, entre os cruzamentos com a Rua Dr. Costa Sacadura e com a Av. Infante D. Henrique, servindo a zona do Cabo Ruivo. O projeto arquitetónico é da autoria dos arquitetos João Santa-Rita, José Santa-Rita, Duarte Nuno Simões e Nuno Simões, e as intervenções plásticas do artista plástico David de Almeida. À semelhança das mais recentes estações do Metropolitano de Lisboa, está equipada para poder servir passageiros com deficiências motoras, contando com vários elevadores e escadas rolantes que facilitam o acesso às plataformas.

## Acessos
Esta estação conta com dois acessos pedonais e dois elevadores entre o átrio e a superfície:
- Acesso 1 - está localizado no passeio sul da Av. de Pádua, próximo do entroncamento com a Rua Dr. Costa Sacadura. Está direcionado para poente e conta com escadas pedonais. Encontra-se atualmente encerrado.
- Acesso 2 - está localizado no passeio poente da Av. Infante D. Henrique, próximo do cruzamento com a Av. de Pádua. Está direcionado para norte e conta com escadas pedonais.
- Elevador - está localizado no passeio norte da Av. de Pádua, próximo do cruzamento com a Av. Infante D. Henrique, direcionado para nascente.